# Affordable Hybrid
Affordable Hybrid är ett punkrockband från Vänersborg. Bandet har hunnit turnera runt i Europa flera gånger och släppt två skivor.
The Snake Was a Mistake inspelades med Dieter Schöön och släpptes hos bolaget Tell Me That You Love Me. Andra skivan No Area, No Criminals spelades in med György Barocsai och släpptes 2009 under skivbolaget Black Star Foundation.
Bandet ligger för tillfället på is, men sångaren Samuel Järpvik och trummisen Mikael Björklund är aktiva med punkkonstellationen Moffarammes. Lars Ludvig Löfgren är aktuell med garagebandet Double trouble och Lars Ludvig Löfgren & The Smoking Pets.

## Medlemmar
- Samuel Järpvik (sång & gitarr)
- Joel Eriksson (sång & gitarr)
- Lars Ludvig Löfgren (sång & bas)
- Mikael Björklund (trummor)

## Diskografi
- The Snake Was a Mistake (2007)
- No Area, No Criminals (2009)